# Le Conte du pêcheur et du petit poisson (film, 1950)
Pour plus de détails, voir Fiche technique et Distribution.
Le Conte du pêcheur et du petit poisson (Сказка о рыбаке и рыбке, Skazka o rybake i rybke) est un film de soviétique réalisé en 1950 par Mikhaïl Tsekhanovski. C'est l'adaptation du conte éponyme d'Alexandre Pouchkine.

## Synopsis
Un vieil homme et sa femme vivent au bord de la mer. Le vieil homme gagne sa vie en pêchant et la vieille femme file la laine. Un jour, un poisson inhabituel est capturé dans le filet du vieil homme, capable de parler un langage humain. Le poisson supplie le vieil homme de le libérer promettant n'importe quelle rançon, mais le vieil homme le relâche sans rien demander.
De retour chez lui, l'homme raconte à sa femme ce qui s'est passé. Sa femme le gronde d'être un imbécile et un simplet, puis l'oblige à retourner à la mer, à appeler le poisson et à lui demander au moins une nouvelle auge au lieu de celle qui est cassée. Le vieil homme s'exécute, appelle le poisson, qui apparaît et promet d'exaucer son souhait.
De retour chez lui, le vieil homme voit la nouvelle auge. Cependant, les appétits de la vieille femme augmentent de plus en plus - elle oblige son mari à revenir encore et encore voir le poisson, exigeant de plus en plus : avoir une nouvelle hutte, un titre conférant la noblesse, et enfin, faire d'elle une reine.
La mer vers laquelle retourne le vieil homme passe progressivement du calme à la tempête. L'attitude de la vieille femme envers le vieil homme s'aggrave - devenue reine, avec l'aide des boyards, des nobles et des gardes, elle le chasse. Finalement, elle rappelle son mari et exige que le poisson fasse d'elle « la maîtresse de la mer », et que le poisson lui-même devienne son serviteur. Le poisson ne répond pas à cette dernière demande, et quand le vieil homme rentre chez lui, il aperçoit sa femme assise devant leur vieille hutte près d'une vieille auge cassée.

## Fiche technique
- Titre : Le Conte du pêcheur et du petit poisson
- Titre original : Сказка о рыбаке и рыбке (Skazka o rybake i rybke)
- Réalisation : Mikhaïl Tsekhanovski
- Scénario : Mikhaïl Volpine
- Direction artistique : Alexandre Beliakov, Lamis Briedis, Renata Mirenkova, Elizaveta Kazantseva, Fiodor Khitrouk, Nikolaï Fiodorov, Tatiana Taranovitch, Roman Katchanov, Roman Davydov
- Directeur de la photographie : Mikhaïl Drouïan
- Compositeur : Iouri Levitine
- Son : Nikolaï Priloutski
- Production : Soyuzmultfilm Studio
- Durée : 31 minutes
- Langue : russe
- Sortie : 1950

### Doublage en 2001
En 2001, le dessin animé a été restauré et réédité. Dans la nouvelle version, le phonogramme a été complètement remplacé, des acteurs modernes ont été impliqués dans le doublage.
- Julien Balmoussov : pêcheur
- Jeanna Balachova : femme du pêcheur
- Irina Malikkova : poisson
- Aleksandr Kotov : narrateur
- Vitali Ovanesov : Boyard
- Vladimir Konkine : Boyard

## Distinctions
- 1951 : Festival international du film de Karlovy Vary[1]